# Chodská Lhota
Chodská Lhota é uma comuna checa localizada na região de Plzeň, distrito de Domažlice.

## Galeria

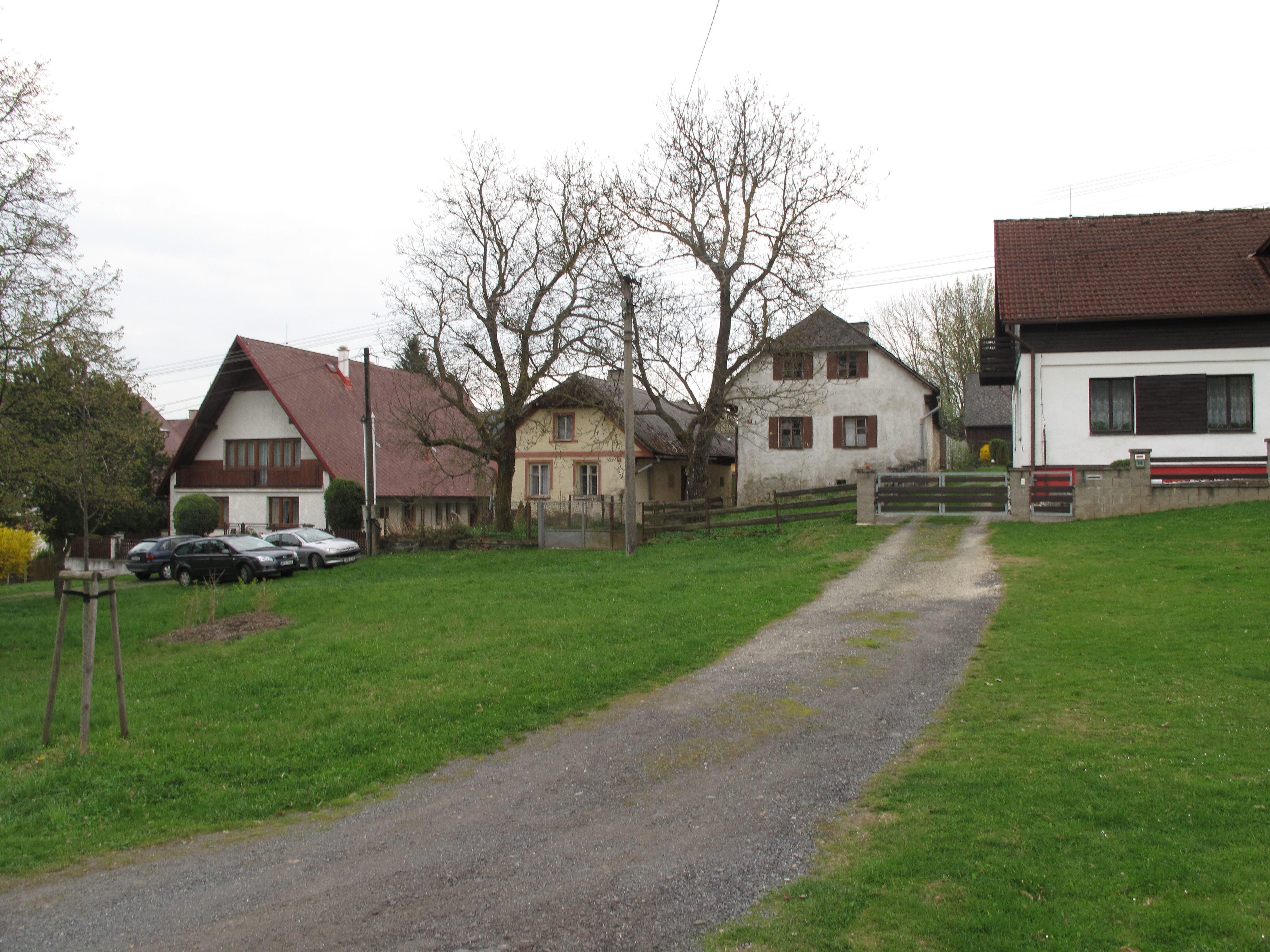
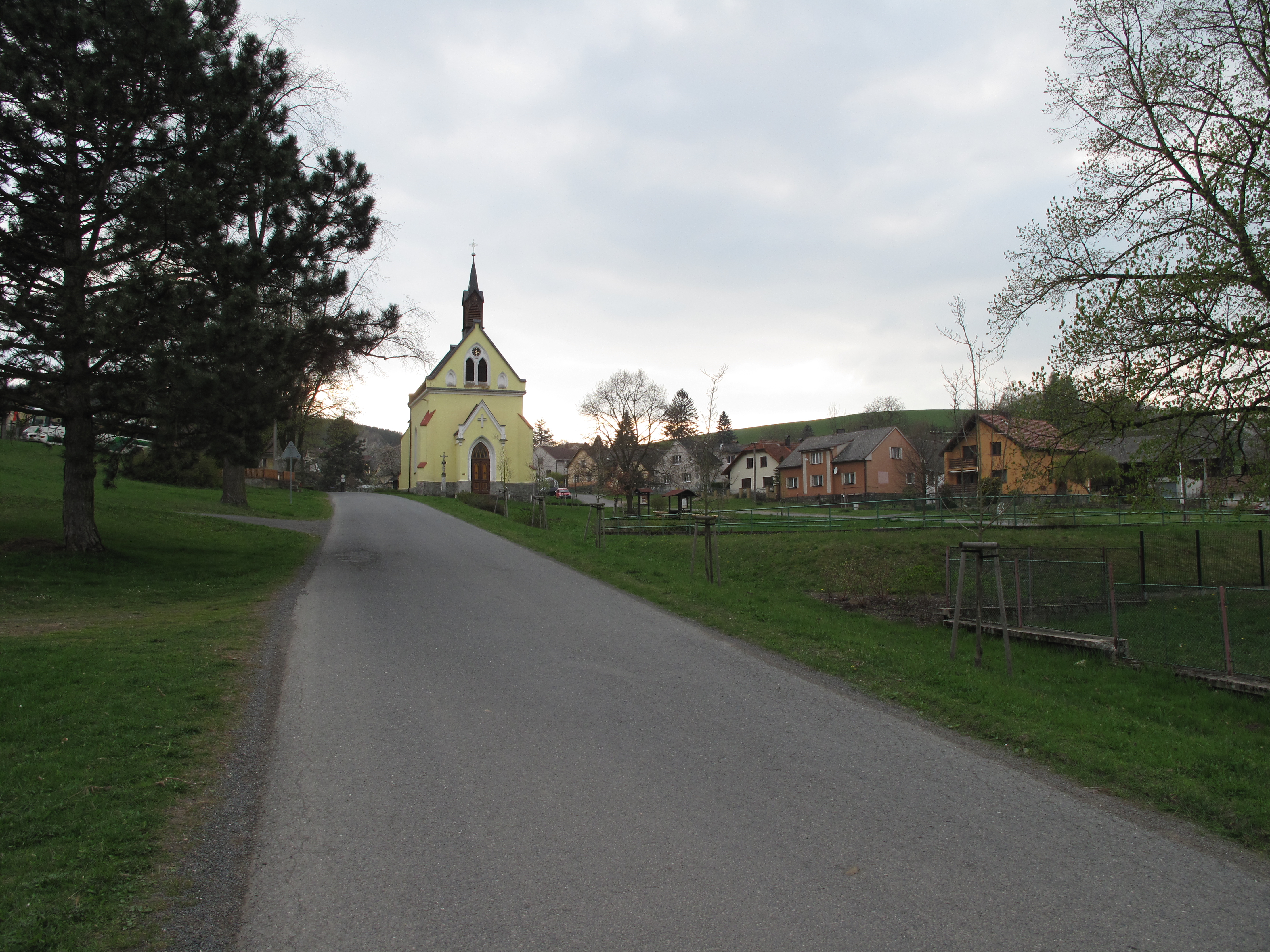
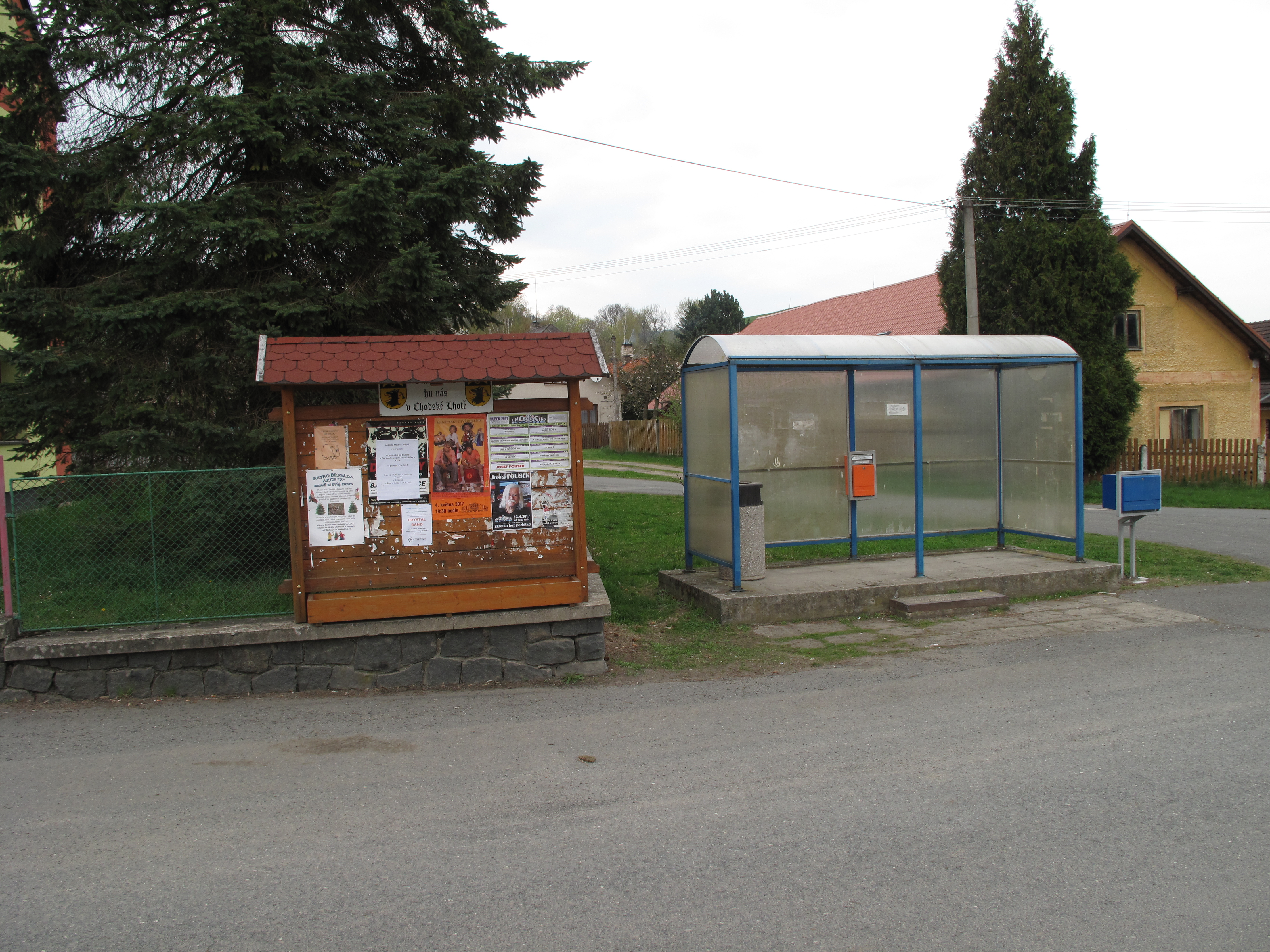